# 2,4,6-トリブロモアニソール
2,4,6-トリブロモアニソール(2,4,6-Tribromoanisole, TBA)は、アニソールの臭素化誘導体である。ブショネ（コルクテイント）の原因物質の1つである。
TBAは、殺菌剤として用いられる2,4,6-トリブロモフェノール(TBP)の微生物代謝物である。TBPで処理したファイバーボードの存在下で保管された梱包材に痕跡量見られる。こうした痕跡量のTBAは、包装された食材にかび臭さを与える原因となっている 。
TBAは、コウジカビ、アオカビ、放線菌、灰色かび病菌、リゾビウム属、ストレプトマイセス属等の空気中の菌や細菌が臭素化されたフェノール化合物とともに存在すると生成され、ブロモアニソール誘導体に変換される。ブロモフェノールは、殺菌剤や木材の防腐剤に含まれる等、様々な汚染物質に由来する。また、ブロモフェノールで処理した輸送用パレット等から移ってくることもある。
トリブロモアニソールの嗅覚検出閾値は非常に低く、水中では0.08–0.3 ppt、ワイン中では2–6 ppt（または3.4–7.9 ng/l）であり、そのため非常に少量存在するだけで不快な泥臭さ、かび臭さを感じる。

## 商品リコール
製品の梱包材によるTBAの臭いのため、商品がリコールされたことが何度かある。2010年と2011年に、ジョンソン・エンド・ジョンソンは、TBA臭のため、タイレノールなどの一般用医薬品を自主回収した。このケースでは、包装された商品の輸送と保管がTBPで処理された木製パレット上で行われていた。また同じ2010年と2011年にファイザーがボトルの臭いについての報告を受け、リピトール（アトルバスタチン）のボトルを自主回収した。ファイザーは原因について、他社製のボトルが輸送、保管された際に少量のTBAに晒されたためであったと発表した。